# Xã Crystal, Quận Pembina, Bắc Dakota
Xã Crystal (tiếng Anh: Crystal Township) là một xã thuộc quận Pembina, tiểu bang Bắc Dakota, Hoa Kỳ. Năm 2010, dân số của xã này là 50 người.